# Phil Greening
Pas d'image ? Cliquez ici

a Compétitions nationales et continentales officielles uniquement.

b Matchs officiels uniquement.
Dernière mise à jour le 11 mars 2023.
Philip Bradley Thomas Greening, plus connu sous le nom de Phil Greening, né le 3 octobre 1975 à Gloucester (Angleterre), est un joueur de rugby à XV. International anglais, il évolua au poste de talonneur (1,83 m et 105 kg). 

## Carrière

### En club
Phil Greening est connu pour avoir été condamné par le Tribunal de grande instance de Clermont-Ferrand à la suite de violences commises lors d'un match : 40 500 € au titre du préjudice subi et de la perte de rémunération durant la période d'hospitalisation et de convalescence. En effet, le 24 août 2002 il blesse au larynx l'international français Aurélien Rougerie lors d'une rencontre amicale entre l'AS Montferrand et les Wasps de Londres
Il met un terme à sa carrière de joueur en 2005, après une longue blessure à un orteil

### En équipe nationale
Il a eu sa première cape internationale le 23 novembre 1996, à l’occasion d’un match contre l'équipe d'Italie. Il a participé à la Coupe du monde 1999 (5 matchs, 3 comme titulaire).

## Palmarès
- Vainqueur du tournoi en 2000 et 2001

## Statistiques en équipe nationale
- 24 sélections avec l'équipe d'Angleterre
- 30 points (6 essais)
- Sélections par année : 1 en 1996, 2 en 1997, 2 en 1998, 8 en 1999, 9 en 2000, 2 en 2001, 3 en 2003
- Tournois des cinq/six nations disputés : 1997, 2000, 2001